# Gimme that horse
Gimme that horse is een single van de Nederlandse band The Classics. Het is afkomstig van hun album Yellow sun of Ecuador, tevens de titel van een volgende single. The Classics hadden acht hitsingles in de Top 40 en zeven in de Daverende Dertig/Nationale Hitparade en Vlaanderen (Gimme that horse was daar geen hit). Het plaatje was geproduceerd en geschreven door Adri-Jan Hoes, zoon van Johnny Hoes.
De titel betreft een verlangen van een jongen naar een paard (maar eigenlijk ook naar zijn vader), Horse is hier niet slang voor heroïne. In het nummer is een mellotron te horen. De studio van Johnny Hoes had een mellotron aangeschaft om te besparen op de kosten voor echte strijkers. Zo maakten ook the Walkers, het Radi Ensemble en de Zangeres zonder Naam, eveneens onder contract bij Johnny Hoes, gebruik van de mellotron.
Rolph Broens gaf echter aan dat er eveneens echte strijkers werden ingeschakeld tijdens de opnamen.

## Hitnotering

### Veronica Top 40
| Hitnotering: week 13 t/m 19 in 1974 | Hitnotering: week 13 t/m 19 in 1974 | Hitnotering: week 13 t/m 19 in 1974 | Hitnotering: week 13 t/m 19 in 1974 | Hitnotering: week 13 t/m 19 in 1974 | Hitnotering: week 13 t/m 19 in 1974 | Hitnotering: week 13 t/m 19 in 1974 | Hitnotering: week 13 t/m 19 in 1974 | Hitnotering: week 13 t/m 19 in 1974 |
| Week:                               | 1                                   | 2                                   | 3                                   | 4                                   | 5                                   | 6                                   | 7                                   |                                     |
| ----------------------------------- | ----------------------------------- | ----------------------------------- | ----------------------------------- | ----------------------------------- | ----------------------------------- | ----------------------------------- | ----------------------------------- | ----------------------------------- |
| Positie:                            | 30                                  | 21                                  | 18                                  | 20                                  | 28                                  | 29                                  | 39                                  | uit                                 |

### NederlandseDaverende 30
| Hitnotering: 6-4-1974 t/m 3-5-1974 | Hitnotering: 6-4-1974 t/m 3-5-1974 | Hitnotering: 6-4-1974 t/m 3-5-1974 | Hitnotering: 6-4-1974 t/m 3-5-1974 | Hitnotering: 6-4-1974 t/m 3-5-1974 | Hitnotering: 6-4-1974 t/m 3-5-1974 |
| Week:                              | 1                                  | 2                                  | 3                                  | 4                                  |                                    |
| ---------------------------------- | ---------------------------------- | ---------------------------------- | ---------------------------------- | ---------------------------------- | ---------------------------------- |
| Positie:                           | 21                                 | 15                                 | 20                                 | 29                                 | uit                                |